# Kallithea
Kallithea (griechisch Καλλιθέα (f. sg.) ‚gute Aussicht‘) ist eine Großstadt im Großraum Athen. Mit 100.641 Einwohnern (laut Volkszählung 2011) ist Kallithea die zehntgrößte Stadt Griechenlands und nach Athen, Piräus, Peristeri und Acharnes die fünftgrößte Stadt im Ballungsraum der Hauptstadt. Mit 21.067 Einwohnern je km² ist es die am dichtesten besiedelte Gemeinde Griechenlands.

## Lage
Kallithea befindet sich drei Kilometer südlich von Athens Stadtzentrum und erstreckt sich auf einer Fläche von etwa 5 km² zwischen der Faliro-Bucht im Süden und den Philopappos- und Sikelia-Hügeln im Norden. Im Osten bildet die Syngrou-Allee die Grenze zu den Orten Nea Smyrni und Paleo Faliro, im Westen der Ilisos diejenige zu Tavros-Moschato.

## Geschichte

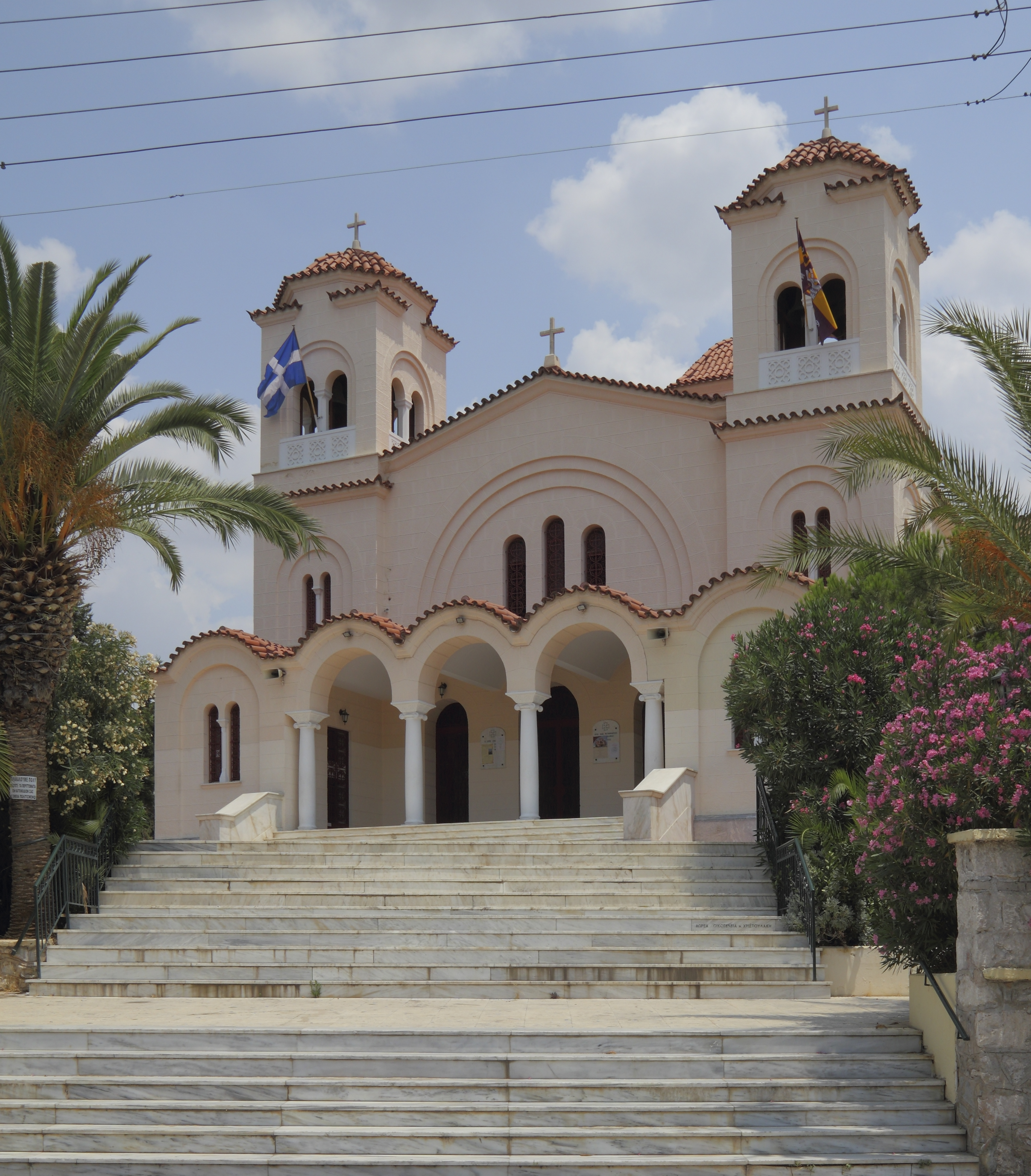
Kirche Metamorphosi Sotiros in Kallithea

Die Stadt befindet sich auf dem Gebiet, das in der Antike durch Athens Lange Mauern geschützt war. Hier befand sich damals eine Siedlung mit Namen Xypete, die auch in Platons Dialogen erwähnt wird. Das moderne Kallithea verdankt seinen Aufstieg vor allem den ersten Olympischen Spielen von 1896, nachdem bereits im Dezember 1884 die Pläne für den Bau der Stadt Kallithea beschlossen worden waren. Im Zentrum der Stadt entstand das Skopeftirion, ein Schießplatz, der neben dem Athener Olympiastadion und dem weiter südlich gelegenen Velodrom Neo Faliro, dem heutigen Karaiskakis-Stadion, einen der drei Austragungsorte bildete.
1910 wurde in Kallithea, das an der Straßenbahnlinie von Athen nach Faliro liegt, ein erstes Straßenbahndepot erbaut. 1925 kam die Charokopos- und 1928 die Panteion-Universität hinzu. In den 1920er-Jahren siedelten sich hier zahlreiche Vertriebene aus den Griechisch-Türkischen Kriegen an und nutzten zunächst das Gelände des Schießstands als Wohnraum, ehe neue Siedlungen für sie errichtet wurden. In den 1930er-Jahren kamen weitere griechische Aussiedler hinzu, die an der östlichen Schwarzmeerküste beheimatet waren und vor Repressalien der Sowjetunion nach Griechenland flüchteten. Das auf dem Schießplatz erbaute Schulgebäude diente zur Zeit der deutschen Besatzung während des Zweiten Weltkriegs als Gefängnis und wurde schließlich 1966 abgerissen. Hier waren griechische Widerstandskämpfer und Opfer von Besatzung und Bürgerkrieg, wie etwa Nikos Belogiannis, inhaftiert.
In den 1990er-Jahren kam es erneut zu einer Einwanderungswelle von Griechen aus der (ehemaligen) Sowjetunion. In Tzitzifies, im Süden der Stadt, befand sich eine Trabrennbahn, die bis 2004 die einzige des ganzen Landes war; sie wurde inzwischen nach Markopoulo verlegt. Tzitzifies ist auch als Zentrum griechischer Folklore-Musik bekannt. Hier traten unter anderem Markos Vamvakaris, Vassilis Tsitsanis, Yannis Papaioannou, Marika Ninou, Sotiria Bellou, Manolis Chiotis, Mary Linda, Yorgos Zambetas, Stelios Kazantzidis, Marinella, Poly Panou und Viki Moscholiou auf. Im Jahre 2004 wurden in Kallithea erneut Spielstätten für die Olympischen Spiele errichtet.

## Infrastruktur
In Kallithea befinden sich zwei Universitäten, die Harokopio- und die Panteion-Universität, sowie zahlreiche kulturelle Organisationen und Sportvereine, wie der Kallithea FC, der das Grigoris-Lambrakis-Stadion nutzt, oder Esperos.
Kallithea ist mit den Stationen Kallithea und Tavros an das Metro-Netz Athens angeschlossen. Daneben bestehen eine Reihe von Straßenbahn-, Bus- und Trolley-Bus-Linien. Die Stadt ist mit dem Auto über die Syngrou-Allee, die Poseidonos-Allee, die Kifissos-Allee bzw. die Thisseos-Allee zu erreichen.

## Sehenswürdigkeiten
Neben der Agia Eleousa, einer Kirche aus spätbyzantinischer Zeit, fällt der Olympia-Komplex Faliro am Strand von Kallithea in den Blickpunkt, der vom Sport-Pavillon Faliro bis hin zum Olympia-Beach-Volleyball-Zentrum und zur Mündung des Ilisos reicht. Aus Kallithea stammt das Kallithea-Monument, ein Familiengrab aus dem 4. Jahrhundert v. Chr., das heute im Archäologischen Museum von Piräus ausgestellt ist.
Auf die Herkunft der lokalen Schwarzmeergriechen weist ein Denkmal in der Stadtmitte auf dem Davaki-Platz.
Seit 2016 hat das Stavros Niarchos Foundation Cultural Center seinen Betrieb aufgenommen. Es beherbergt die griechische Nationalbibliothek und die nationale Oper Griechenlands.

## Söhne und Töchter der Stadt
- Andreas Likourinos (1929–1943), Mitglied des griechischen Widerstands gegen die deutsche Besatzung
- Panagiotis Ikonomopoulos (1943–2025), Fußballspieler